# Sentheim
Sentheim é uma comuna francesa na região administrativa de Grande Leste, no departamento Alto Reno. Estende-se por uma área de 6,18 km². Em 2010 a comuna tinha 1 597 habitantes (densidade: 258,4 hab./km²).